# قدرت، دانش و مشروعیت در اسلام
قدرت، دانش و مشروعیت در اسلام کتابی از داود فیرحی با موضوعیت مطالعات اندیشه سیاسی اسلامی ایران است. کتاب حاضر، رسالهٔ دکتری فیرحی است که بعداً توسط نشر نی به چاپ رسید.

## ساختار و محتوا
این کتاب را می‌توان به پنج قسمت تقسیم‌بندی کرد. فیرحی در قسمت اول کتاب، به بیان مقدمه می‌پردازد. سپس در بخش بعدی چارچوب نظری و روشی را بیان می‌کند که کتاب بر اساس آن به بررسی اندیشه سیاسی سده‌های میانه اسلامی می‌پردازد. این بخش با دو مسئله «وحدت و تکثر» دانش سیاسی و «سنت و تجدد» آغار می‌شود. اما بخش سوم کتاب در ضمن سه فصل به بررسی چگونگی پیدایش ساخت و روابط قدرت در جهان اسلام و مراحل تحول و دگرگونی آن در قالب‌های قبیله، دولت، خلافت و سلطنت می‌پردازد. فیرحی در بخش چهارم از طریق قواعد تحلیل گفتمانی به صورت‌بندی سه گونه از دانش سیاسی در دوره میانه پرداخته و هر یک را در ضمن یک فصل به‌طور جداگانه مورد بررسی قرار داده‌است. آخرین قسمت کتاب حاضر به تلخیص مطالب و بیان نتیجه پژوهش پرداخته‌است.

## نقد و بررسی
پنج محور از این کتاب مورد نقد واقع شده‌است.
1. رابطه حقیقت و روش در هرمنوتیک هستی شناسانه گادامر
2. ویژگی‌های قدرت در تبارشناسی فوکو
3. عدم امکان پیوند هرمنوتیک گادامر و تبارشناسی فوکو
4. کاستی‌های ارجاع روش‌شناسی کتاب به جاحظ و ابن خلدون
5. عدم استفاده از روش مذکور در خصوص چگونگی شکل‌گیری دانش سیاسی دوره میانه[۳]

کتاب حاضر تا کنون چندین بار موضوع نشست نقد و بررسی، یادداشت و مقالات بوده‌است.